# Tungabhadra

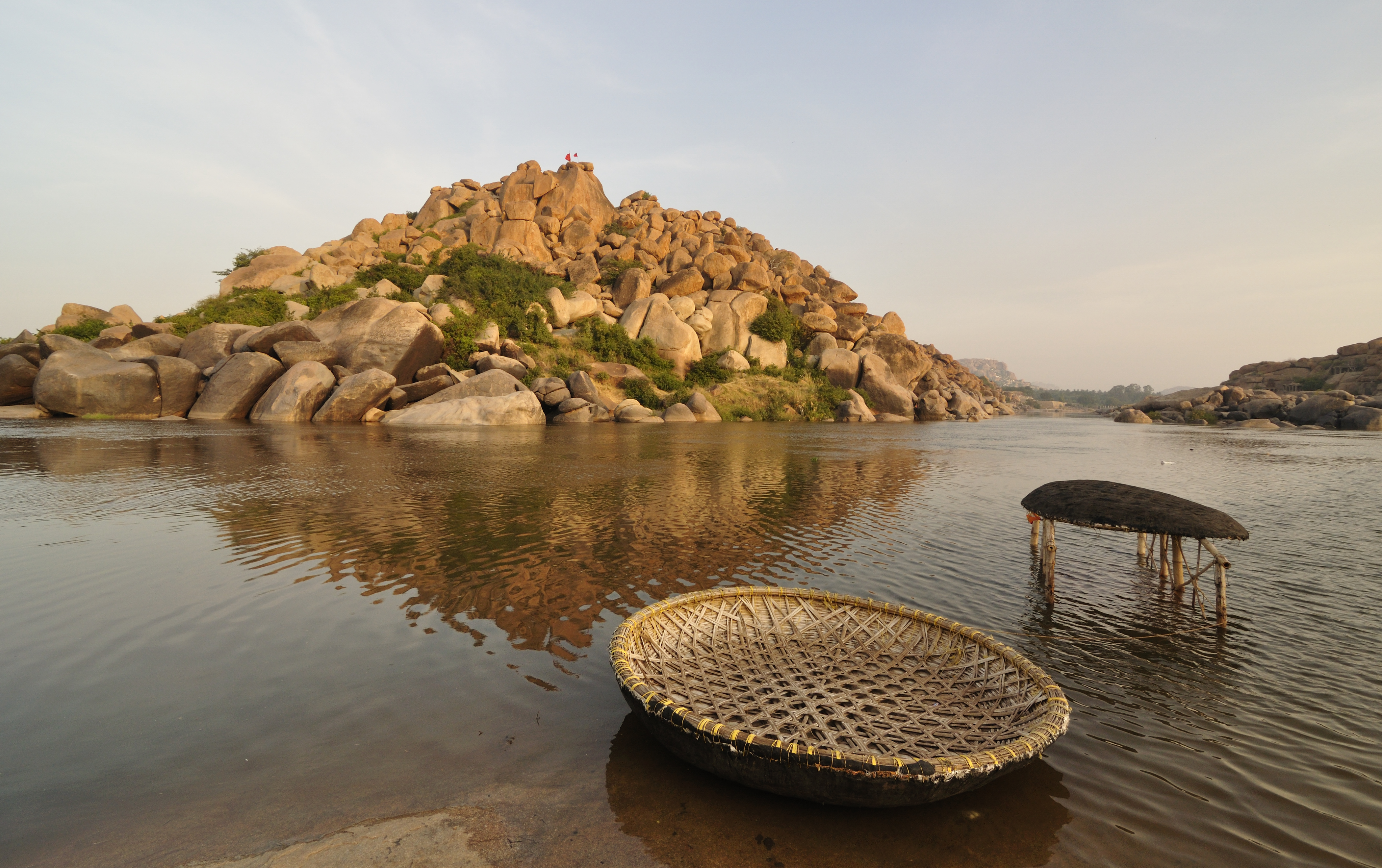
Tungabhadra.

Tungabhadra, en flod i södra Indien, är det viktigaste tillflödet för Krishnafloden.
Floden bildas där Tungafloden och Bhadra på Västra Ghats östsluttning (i delstaten Karnataka) flyter samman. Den rinner sedan vidare över Deccan och ansluter sig till Krishnafloden inne i Andhra Pradesh, som sedan fortsätter österut i Bengaliska viken.